# Julian Baumgartner
Julian Baumgartner (* 27. Juli 1994 in Ried im Innkreis) ist ein ehemaliger österreichischer Fußballspieler und jetziger -trainer.

## Karriere

### Verein
Baumgartner begann seine Karriere bei der Union Mehrnbach in Oberösterreich. 2004 wurde er von der SV Ried verpflichtet und blieb in deren Jugendabteilung bis 2012. Nach guten Leistungen in der Jugendmannschaft der Wikinger, wurde er von Interimscoach Gerhard Schweitzer in die erste Mannschaft geholt. Sein Debüt in der höchsten österreichischen Spielklasse gab er am 5. Mai 2012 gegen den späteren Absteiger Kapfenberger SV, als er in der 84. Minute für Marco Meilinger eingewechselt wurde. In jener Bundesligasaison kam er zu einem weiteren Einsatz. 
Zur Saison 2016/17 wechselte er zum Landesligisten SV Wallern. In zwei Spielzeiten in Wallern kam er zu 51 Einsätzen in der OÖ Liga. Zur Saison 2018/19 wechselte er zum Regionalligisten WSC Hertha Wels. Für die Welser kam er zu 28 Einsätzen in der Regionalliga. Zur Saison 2019/20 schloss Baumgartner sich dem viertklassigen SV Grieskirchen an. Für Grieskirchen spielte er bis zum COVID-bedingten Saisonabbruch 15 Mal in der OÖ Liga.
Zur Saison 2020/21 kehrte er nach Ried zurück und schloss sich den drittklassigen Amateuren an. Im September 2021 kam er im ÖFB-Cup gegen den SK Vorwärts Steyr erstmals nach seiner Rückkehr wieder für die Profis zum Einsatz.

### Nationalmannschaft
Baumgartner kam zweimal in der österreichischen U-19-Auswahl zum Einsatz. Sein erstes Jugendländerspiel absolvierte Baumgartner am 11. April 2012 in Lindabrunn gegen Italien, das 3:0 gewonnen wurde.

## Privates
Sein Bruder Fabian (* 2002) ist ebenfalls als Fußballspieler aktiv, brachte es jedoch nicht über Einsätze in der drittklassigen Regionalliga Mitte hinaus.